# Psila clunalis
Psila clunalis är en tvåvingeart som beskrevs av Collin 1944. Psila clunalis ingår i släktet Psila och familjen rotflugor. Inga underarter finns listade i Catalogue of Life.